# Vladislav Vančura
Vladislav Vančura (23. června 1891 Háj ve Slezsku – 1. června 1942 Praha) byl český spisovatel, dramatik a filmový režisér, původním povoláním lékař. V době druhé světové války se zapojil do protinacistického odboje a roku 1942 byl popraven.

## Život

### Soukromý život
Narodil se v Háji ve Slezsku. Matka Marie (rozená Svobodová), narozená 19. září 1863 v Klucích na Čáslavsku, byla původem z katolické rodiny. Otec evangelík Václav Vojtěch Vančura (28. září 1856, Čáslav) se v době Vančurova narození živil jako úředník cukrovaru v Háji u Opavy. Místo po čase opustil a rodina se dlouhá léta stěhovala. Během šesti let Vančurova života rodina žila v Cvrčově u Tovačova, Tovačově, Praze, Močovicích u Čáslavi, Libici nad Cidlinou, Havransku (zaniklá obec) a nakonec v Davli, kde se rodina na celých sedmnáct let usadila. Vančura zde docházel do místní tříletky, později se učil soukromě. Měl starší sestru Marii Tučkovou a tři mladší sestry – Otýlii Suchomelovou, Františku a Ludmilu. Jeho příbuzný byl Antonín Vančura – Jiří Mahen. (Dědové Vančury a Mahena byli bratři.)
Primu a sekundu vystudoval na Malostranském gymnasiu v Praze, kde žil bez rodičů, tercii a kvartu v Benešově, kde potkal Karla Nového. Celé čtyři roky se o něho a sourozence starala sestra Marie. Ani na jedné škole nebyl spokojen. Měl kázeňské problémy, z nichž jeden vyústil v to, že spolu s Karlem Novým a dalšími žáky propadl. Příčinou bylo sympatizování s protirakouskými myšlenkami, tíhnutí k socialismu a Tomáši G. Masarykovi. To vyústilo v debatní kroužek, kde se mimo tato témata diskutovalo i o umění a náboženství. Benešovská léta Vančura zobrazil v románové prvotině Pekaři Janu Marhoulovi. Mladý, věčně zamyšlený Jan Josef se zde dostal do křížku se zeměpisářem Brunculíkem a katechetou Kovářem – ve Vančurově benešovském gymnáziu dějepisář Brunclík a katecheta Kolář.

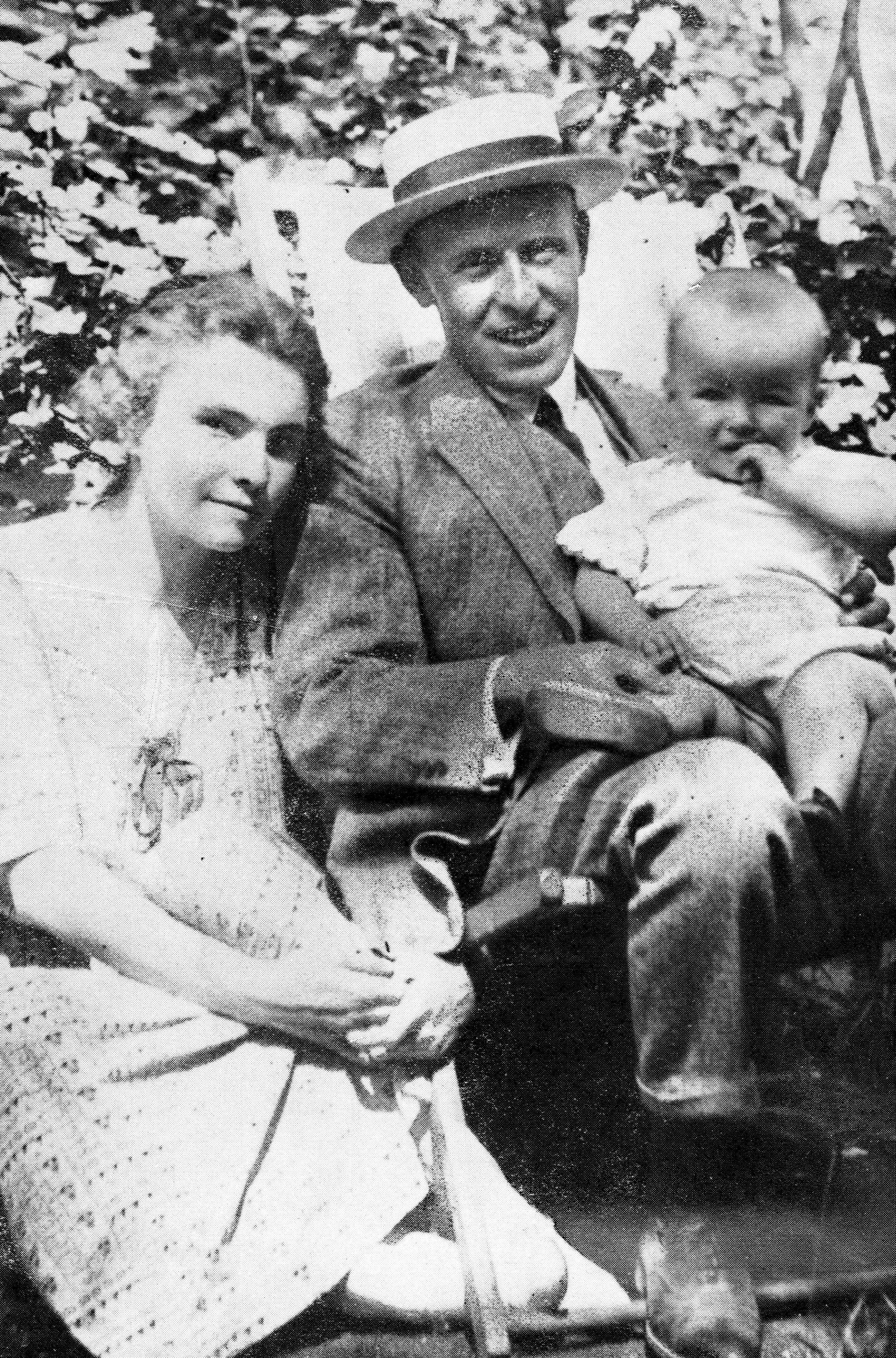
Vančura se svou ženou Ludmilou, rok 1923

Do kvarty se nevrátil a místo toho se stal knihkupeckým příručím ve Vysokém Mýtě. Dále se učil fotografem, zkoušel Grafickou unii v Praze a zinkografii Unie na Vyšehradě. Od mládí Vančura tíhnul k malířství, a tak studoval na umělecko-průmyslové škole v Praze. Pokoušel se i o studium na Akademii výtvarných umění. I přes doporučení Mikoláše Alše, které mu zařídil Karel Nový, s kterým tehdy v Praze žil, ho tehdejší rektor akademie Hanuš Schwaiger odmítl. Po neúspěchu snil o cestování světem a dobrovolně se přihlásil k námořnictvu. Ve stejnou dobu se vrátil do Davle, jelikož jeho matka těžce onemocněla. Vančura poté během roku složil zkoušku za kvartu a kvintu. Sextu vychodil na gymnáziu v Křemencově ulici, septimu a oktávu na Malostranském gymnáziu, kde také 1. července 1915 ve věku 24 let maturoval. Po maturitě studoval na Právnické fakultě Univerzity Karlovy a zároveň pracoval jako úředník v Zemědělské radě. Po prvním semestru zaměstnání opustil a přestoupil na Lékařskou fakultu. Studium hladce dokončil, jeho diplom je datován 2. června 1921.

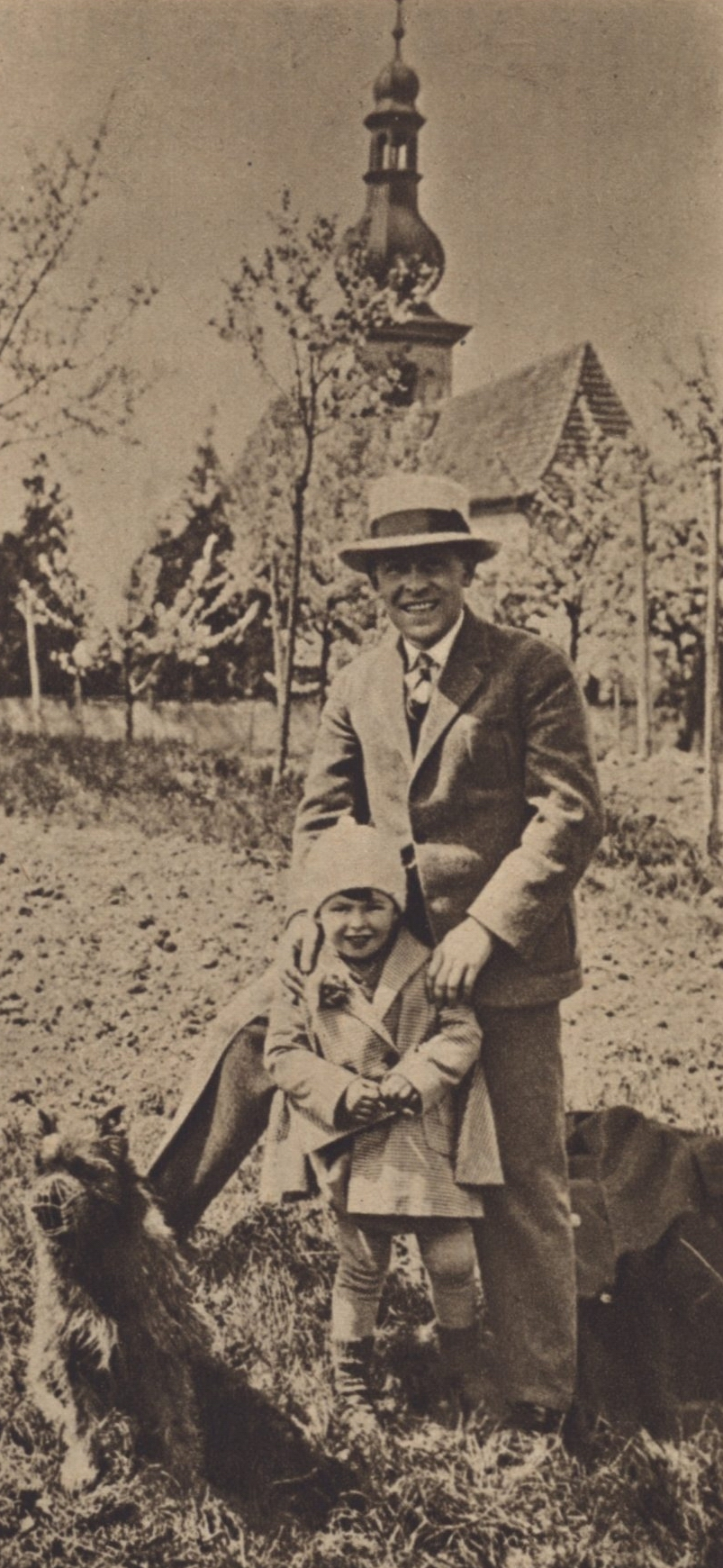
Vladislav Vančura s dcerou Alenou, Zbraslav, 1927

Na univerzitě potkal Ludmilu Tuhou, se kterou se krátce po své promoci, 16. srpna 1921, oženil. Po svatbě manželé Vančurovi otevřeli lékařskou praxi na Zbraslavi, kam se později přestěhovali. Roku 1924 zde podle návrhu architekta Jaromíra Krejcara, Vančurova kolegy z Devětsilu, postavili tzv. Vančurovu vilu, ve které Vančura žil až do svého odvedení gestapem. 8. dubna 1923 se manželům Vančurovým narodila dcera Alena (provdaná Santarová), pozdější spisovatelka. O svém životě Vladislav Vančura podle jeho nejbližších přátel (V. Nezval, 2. bratranec Jiří Mahen, žena Ludmila, Karel Nový) nerad mluvil. Tehdejší spisovatelé o sobě často psali do časopisů, nejčastěji do Rozprav Aventina, ale Vančura tak nečinil. Osobní informace tak pocházejí především ze vzpomínkové knihy Ludmily Vančurové, vzpomínek Karla Nového a korespondence z pozůstalosti Vančurových nejbližších.

### Účastník kulturního a politického dění
Byl členem a prvním předsedou Devětsilu (1920), přívrženec poetismu, ve třicátých letech byl členem Levé fronty. Od roku 1920 publikoval v mnoha časopisech – Červen, Kmen, Host a Panorama. Od roku 1921 byl členem KSČ. V roce 1929 však podepsal spolu se šesti dalšími komunistickými umělci tzv. Manifest sedmi, který kritizoval nové Gottwaldovo vedení, a následně byl spolu s ostatními signatáři z KSČ vyloučen. Svými postoji se však i nadále hlásil k marxistické levici.
V roce 1924 působil v období března až května jako divadelní kritik v deníku Československá samostatnost, později přejmenovaného na Národní osvobození, kde převzal místo po Jindřichu Vodákovi, který odešel do divadelní rubriky Českého slova. Kritiky podepisoval šifrou -jv.- nebo -W-. Celkově zde připravil 21 divadelních kritik. Byl rovněž členem redakční rady Družstevní práce, kde mimo jiné vyšly i jeho Obrazy z dějin národa českého. V letech 1933–1942 byl členem Moravského kola spisovatelů. Byl též předsedou Československé filmové společnosti (1936–1938).
Za okupace vedl spisovatelskou sekci Výboru inteligence – ilegální odbojové organizace při komunistickém Ústředním národním revolučním výboru. V květnu roku 1942 byl zatčen a 1. června na Kobyliské střelnici popraven.
V roce 1946 byl in memoriam jmenován Národním umělcem.

### Odbojová činnost a antifašismus

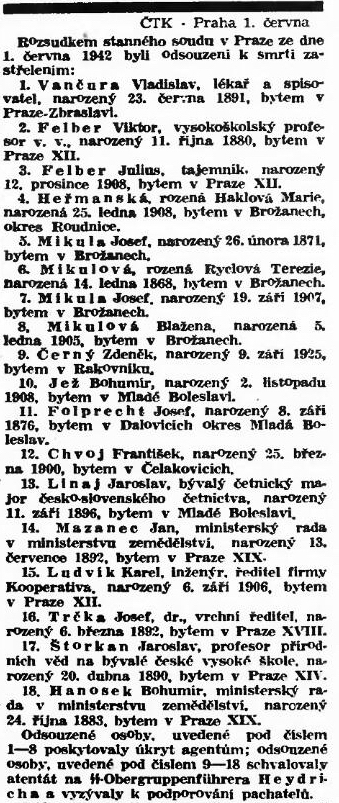
Oznámení rozsudku, Vl. Vančura a další (LN, 3. 6. 1942)

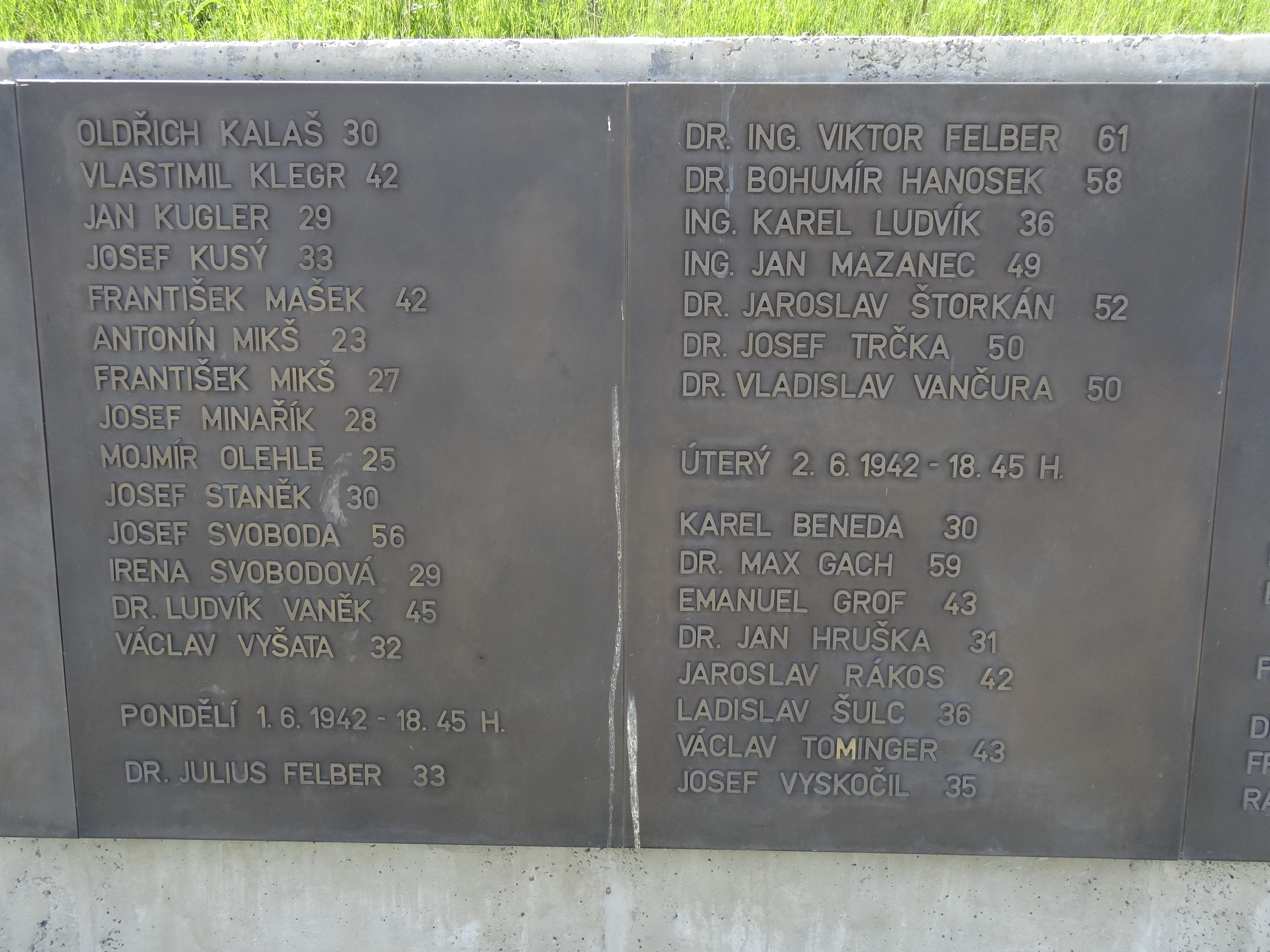
Vančura na desce se jmény popravených na Kobyliské střelnici

V listopadu 1934 podepsal protifašistický projev spisovatelů, umělců a intelektuálů, 11. prosince 1934 promluvil na protifašistické manifestaci studenstva a spisovatelů, 13. srpna 1935 se účastnil schůze, která řešila situaci českého obyvatelstva v pohraničí. 8. září byl zvolen do čestného předsednictva Svazu německé kulturní fronty v ČSR. Svůj odpor k fašismu také vložil do své povídky Občan Don Quijote, kterou vydal roku 1937. Podporovala ho KSČ, která o jeho aktivitách referovala v Rudém právu i přes Vančurovo vyloučení. Na neshody se zapomnělo a Vančura byl pozván na VII. sjezd KSČ. Vančura se sjezdu sice neúčastnil, ale napsal pozdravný dopis, ve kterém přál straně a sjezdu úspěch.
Za války se účastnil odbojové činnosti, ke které se zavázal už na podzim 1939. V roce 1941 byl postaven do čela Národně revolučního výboru inteligence. Legálně ale přednášel, stal se členem Sboru filmových lektorů a byl soutěžním porotcem Družstevní práce. 5. ledna 1940 byl německým protektorátním komisařem pro film vyzván, aby vypracoval scénář pro film o Bedřichu Smetanovi. 27. srpna toho roku byl jménem Goebbelse pozván na cestu do Německa. Ani jednu nabídku Vančura nepřijal. Karel Nový dále vzpomínal, že Vančura ilegálně psal pro Rudé právo a sbíral peníze pro postižené rodiny. Na konci roku 1941 očekával brzký konec války a projektoval socialistickou encyklopedii společně s Ladislavem Štollem. Podílel se také na plánu budoucího znárodnění československého filmu. Pro svůj vliv a antifašistické činnosti byl 1. června 1942 (v 18 hodin a 45 minut) zastřelen na Kobyliské střelnici během tzv. druhé heydrichiády.

### Výtvarné umění a film
Po neúspěšných zkouškách na výtvarnou Akademii se o výtvarné umění dále zajímal. Od konce ledna roku 1919 do června 1921 se věnoval výtvarné kritice (eseje, referáty o výstavách, psal články teoretizující a programové, medailony, polemiky a polemické glosy). Publikoval v různých časopisech, v Čase, Českém slově, Červnu atd. Ještě v době, kdy vydával své první knihy, stavěl výtvarné umění před slovesnost. Roku 1924 Vančura napsal: „Ve shonu za stylem a v období zajisté přechodném je právě vhod opříti se o disciplínu, jež nejvíce se blíží exaktnosti. Dnes v umění je to výtvarnictví a nepokládám za náhodu, že z něho byly odvozeny míry moderního krásného písemnictví.“
O filmu přemýšlel už v roce 1920, když v srpnu v Českém slově otiskl úvahu Film, ve které stavěl film před divadlo. Roku 1926 napsal filmové libreto Nenapravitelný Tommy jakožto parodii na americké dobrodružné filmy. V říjnu 1929 poté v novinách otiskl své filmové drama Lethargus (knižně vydáno až roku 1986). Prvním filmem, na kterém se Vančura podílel, byl film Před maturitou. Premiéru měl 9. září 1932 a Vančura zde byl uveden pouze jako umělecký spolupracovník, ačkoliv se podílel na námětu, scénáři a režii. Filmu se dostalo dobrého přijetí od diváků i kritiky. Vančura se poté až do konce roku 1933 nevěnoval literatuře, nýbrž filmu. Jeho první vlastní film vznikl za spolupráce s V. Nezvalem, který k hudbě od E. F. Buriana napsal slova. Dále V. Nezval napsal libreto za spolupráce Romana Jakobsona, Vančurova přítele ze strukturalistického Pražského lingvistického kroužku. Po neuspokojivé první verzi filmu se změnil scénář, prostředí a film dostal definitivní název Na sluneční straně. K premiéře došlo 1. prosince 1933. Filmu se nedostalo dobrého přijetí ani ze strany diváků ani od kritiky, nejspíše z důvodu neobvyklých záběrů, množství metafor, neprofesionality herců a Vančurovy amatérské režie. Spolupráce s filmovou společností A-B tak skončila. Vančura poté s Karlem Novým a Ivanem Olbrachtem natočil film Marijka nevěrnice. Hudbu složil Bohuslav Martinů. Film byl natočen během pár týdnů a premiéru měl 2. března 1934, u obecenstva znovu neuspěl. Během své filmové činnosti Vančura plánoval zpracovat i svůj námět na Barona Prášila, z čehož poté vznikl jeho pozdější román Konec starých časů. Po neúspěších si Vančura zřídil vlastní „filmové studio“ – stan, kde během následujících let plánoval natočit sedmidílnou komediální parodii Nedorozumění a jiné menší projekty, také parodické, žádný z filmů nebyl však z finančních důvodů natočen.
20. října vznikla 1936 Česká filmová společnost, jejímž prvním předsedou se stal Vančura. V roce 1937 se poté podílel na režii a scénáři filmů Láska a lidé (premiéra 25. prosince 1937) a Naši furianti (premiéra 4. března 1938); Vančurova spoluúčast zde byla znatelnější než u Lásky a lidí. I přes relativní oblibu Našich furiantů u tehdejšího diváctva nedosáhl ani jeden ze snímků komerčního úspěchu a Vančurova filmařská práce tak skončila.

## Citát
| „                  | Až příliš dobře vzpomínám si na ten večer. Vladislav Vančura byl již několik týdnů zatčen a týrán gestapem. Seděli jsme rozechvěni u rozhlasového přijímače, abychom vyslechli zprávy o nových opatřeních nacistů a o vraždách, které slibovali. Když mezi prvními jmény popravených ozvalo se jméno Vančurovo, vstali jsme jako vymrštěni hrůzou ze svých židlí a bez dechu jsme strnuli. Vladislav Vančura! V tom jméně byla zasažena celá naše generace, byl v něm osud nás všech. V tom jméně byla krvavě zraněna celá naše země. | “ |
| — Jaroslav Seifert | |   |

## Literární dílo
Vančurovo prozaické dílo bylo ovlivněno první světovou válkou, expresionismem, obsahuje celou řadu experimentů – hledá nové způsoby vyjádření. Pro jeho díla je typický specifický jazyk a sloh, který napodobuje větnou stavbu staré češtiny, usiluje o zvukomalbu. Vančurův jazyk byl celkově bohatý.

### Typické znaky
Archaická slova a knižní výrazy spojoval s lidovou mluvou. Větná stavba je zastaralá, užívá složitá souvětí, zdůrazňoval jimi důležitost daného okamžiku. Tento jazyk dává dílům monumentální ráz. Děj je potlačován, důležité místo má vypravěč, který vyjadřuje svůj názor k ději, přerušuje vyprávění a oslovuje čtenáře, hodnotí chování postav. Části příběhů připomínají filmové scénáře. Opěvuje život, zdůrazňuje prožitky, detailně vyjadřuje náladu, barevnost příběhu, city.

### Romány

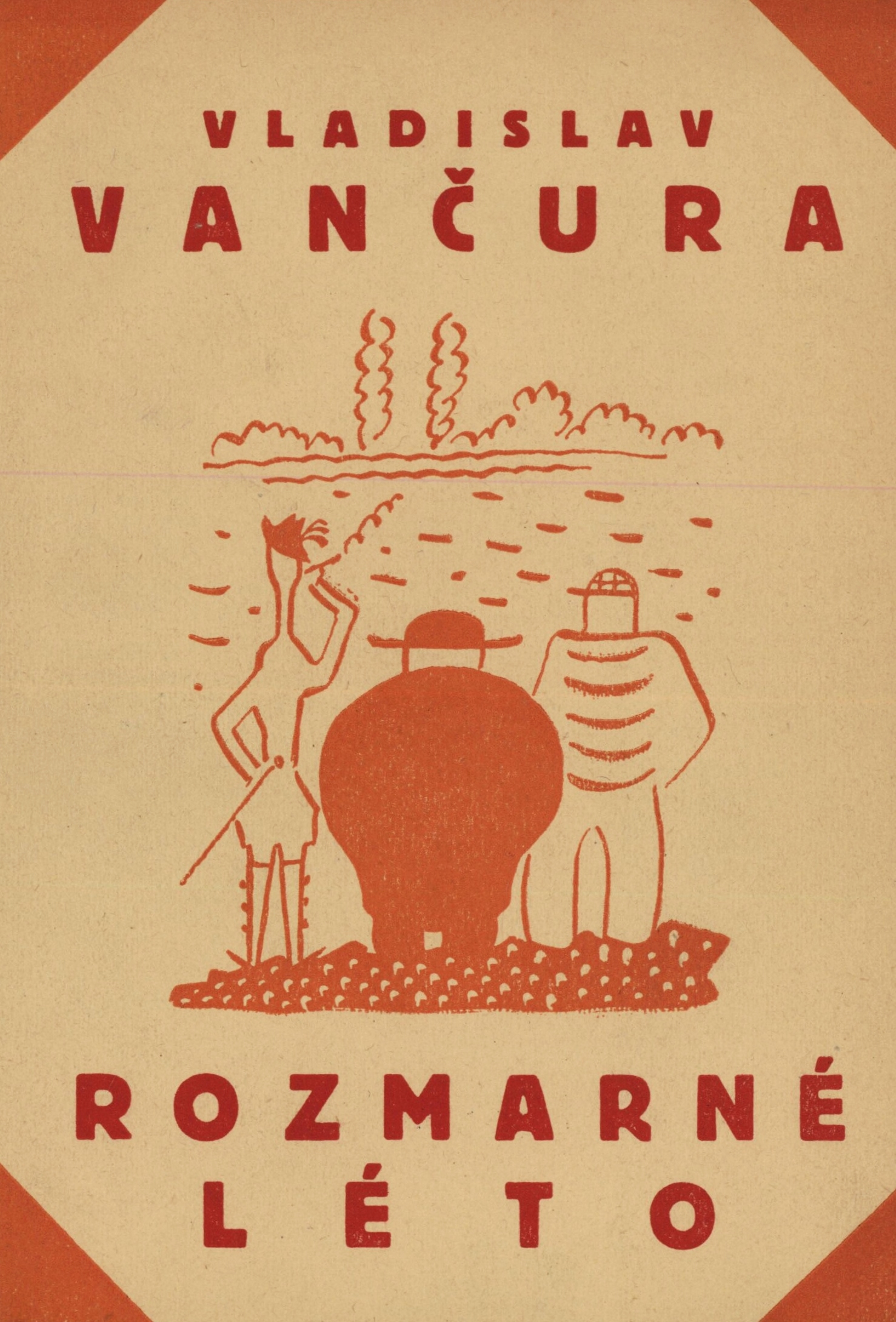
Obálka Josefa Čapka k prvnímu vydání novely Rozmarné léto, 1926

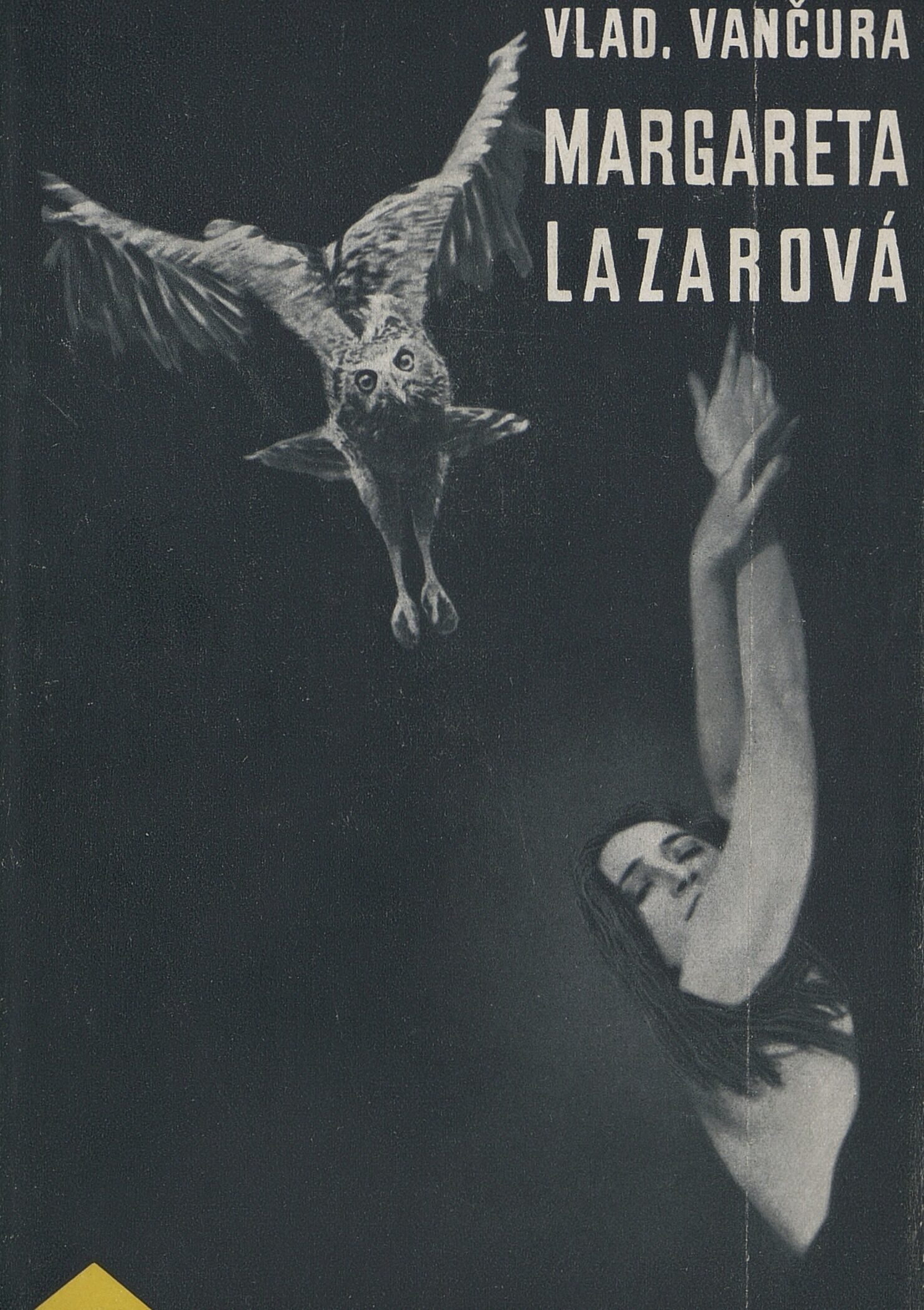
Obálka k prvnímu vydání Markéty Lazarové z roku 1931, ještě pod původním názvem Margareta Lazarová – k přejmenování autorem došlo zřejmě až po vydání.

Pekař Jan Marhoul (1924)román se sociálním zaměřením. Hlavní postava je laskavý a hodný pekař. Děj je zasazen do Benešova. Toto dílo je špičkovým reprezentantem meziválečné levicově orientované avantgardní tvorby.
Pole orná a válečná (1925)v tomto románu V. Vančura začal experimentovat s jazykem, což místy klade velké nároky na čtenáře. Tento román, který je ovlivněn první světovou válkou, nemá jednotný děj, ale skládá se z řady epizod, které nemají věcnou ani jinou souvislost. Vytváří tu dva světy, které staví do protikladu – mírový vesnický a válečný. Vančura chce ukázat, jak válka převrací životy lidí. Ukazuje tak, že i zlodějíček a ničema se může stát hrdinou – neoslavuje jeho hrdinství, naopak je vyzdvihován fakt, že je oslavován ničema.
Rozmarné léto (1926)humoristická novela. Na prvním místě tohoto díla není děj, ale jazyk. Pokouší se vystihnout atmosféru malých lázní na řece Orši (inspirací byly říční lázně u Vančurova bydliště Zbraslavi). Do Krokových Varů přijíždí kouzelník se svou asistentkou, kterou se snaží získat všichni tři hrdinové, a to i za cenu velkých změn v životě. Ani jeden není úspěšný, a tak se po odjezdu kouzelníka vše vrací do starých zaběhlých kolejí. Slohem lze toto dílo označit za humoresku ovlivněnou poetismem. Kriticky se k tomuto dílu, jakož i k celé jedné části Vančurova díla (k jeho tzv. programářské linii) vyjádřil na konci 60. let literární kritik Jan Lopatka.
Poslední soud (1929)román, který konfrontuje prostředí Prahy a Podkarpatské Rusi. Je to svár přírody a civilizace, fikce a reality. Je zde patrné Vančurovo okouzlení Prahou i jeho zájem o Podkarpatskou Rus. Jazykově se toto dílo vyznačuje velkou metaforičností, syntaktickou a kompoziční složitostí. Za tento román obdržel v roce 1929 Státní cenu za literaturu. V roce 1935 Vančura toto dílo přepracoval, důvodem byl jeho odklon k realismu. 
Hrdelní pře anebo přísloví (1930)román se zabývá problematikou viny a trestu. Několik přátel se snaží odhalit starou vraždu, závěr je otevřený – vítězí hodnoty plného a radostného života. Toto dílo je oslavou života, ve stylu „víno, ženy, zpěv“. Zároveň obsahuje kritické výpady proti tehdejší společnosti. Po jazykové stránce je zde charakteristická velká frekvence lidových rčení a přísloví. Román byl zdramatizován v Českém rozhlas Brno v roce 1989; dramatizace Karel Tachovský, režie: Pavel Hradil.
Markéta Lazarová (1931)v tomto díle je důraz kladen na jazyk a atmosféru a teprve až pak na děj. Osnovou je baladický příběh plný lásky. Jde o vystižení atmosféry a vylíčení prudké lásky. Dějovým pozadím je středověk 13. stol., je líčeno nepřátelství dvou loupežnických rodů Lazarů a Kozlíků. Markéta se zamiluje do Mikuláše Kozlíka a z této lásky se nakonec oba rody spojí. Za tuto knihu obdržel v roce 1931 státní cenu.
Vančura napsal ještě několik próz tohoto typu:
Útěk do Budína (1932)námětem je tragická láska Češky a Slováka, což Vančurovi umožňuje konfrontovat národní povahy Čechů a Slováků.
Konec starých časů (1934)román, jehož děj se odehrává po první světové válce.
Tři řeky (1936)v tomto románu se Vančura začíná zabývat současností. Jde o vylíčení života selského synka Jana Kostky od 90. let 19. stol. až po první republiku. V tomto díle je hlavní pozornost věnována ději, nikoli jazyku. Toto dílo je silně protiválečné.
Rodina Horvatova (1938)toto dílo mělo být první díl k připravované trilogii Koně a vůz. Napsal pouze tento 1. díl.
Obrazy z dějin národa českého (1939–1940)dílo vystavěné na historických podkladech, z původně zamýšlených šesti dílů napsal jen dva (byl zatčen gestapem uprostřed práce a dílo tak zůstalo nedokončeno v půli věty), druhý díl vyšel v roce 1948. Nejedná se o souvislé vyprávění, ale o stylizované příběhy slavných osobností (Kosmas, Přemysl Otakar II.). Začíná u praotce Čecha a končí na konci 13. století. Dílo mělo posilovat národní sebevědomí v osudových chvílích pomnichovských. V roce 1947 za ně obdržel státní cenu in memoriam.

### Povídky
Dlouhý, Široký a Bystrozraký
Amazonský proud (1923)
již zde se projevuje jeho typický a nenapodobitelný styl, který spočívá v lyrizaci epiky, obrazném vidění jednotlivých událostí, oslabení časové a dějové souvislosti, častý výskyt metafor, hyperbolizace reality a monumentalita, umocněná složitou jazykovou složkou díla
Občan Don Quijotesborník
Kněz Gudaridělnická ročenka
Kosmas
Kubula a Kuba Kubikula (1931)
kniha určená dětem o medvědáři Kubovi Kubikulovi, medvědovi Kubulovi a medvědím strašidle Barbuchovi
Luk královny Dorotky
soubor povídek.

### Drama
Jezero Ukereve (1935)děj se odehrává v Ugandě, vyjadřuje zde myšlenky proti kolonizaci.
Josefína (1941)variace na Pygmalion G. B. Shawa, barová zpěvačka Josefína se pozná s profesorem z konzervatoře, který ji chce učit a udělat z ní zpěvačku. Ona z počátku chce, ale později utíká zpět, protože se jí nelíbí přetvářka, intriky, maloměšťáctví. Tato hra byla poprvé hrána až v roce 1957.
Alchymista (1932)sada děl o stavu národa, začínající Hrdelní pří, vrcholí dramatem, Alchymistou. Je to Vančurova třetí celovečerní hra, jejíž premiéra se konala 18. listopadu 1932 na prknech Stavovského divadla. Alchymista je skutečný učenec, který se ve hře dodatečně kvalifikuje předpovědí zatmění Slunce, do role podvodného výrobce zlata je vehnán chtivostí a vášněmi svého okolí, vlastní láskou a v neposlední řadě i přesvědčení, které sdílel se svou dobou, míněním, že proměňovat kovy ve zlato je skutečně možno a že sám má rozřešení tajemství už na dosah ruky. Hra se původně jmenovala Martin a Michael, podle bratří Koryčanů, do jejichž života zasáhne vědec hvězdář Alessandro del Morone.
Alessandro del Morone přináší do Čech inspirativní a strhující příklad jižního životního slohu, proměňuje vlastně všechno, na co sáhne a všechny, s nimiž se setká: Martin se pod jeho vlivem nechává proměnit ve zosobnění žádosti po penězích a po zlatě, Michael v žádostivost po poznání, Anna v nešťastnou hříšnici. Alessandro nepůsobí svým temperamentem na psychicky neutišený stav Martina, Michaela a Anny Koryčanových, ale má nemalý vliv i na další postavy, dceru manželů Koryčanových, Evu, i na bratra Anny, mladého Bubna. Eva, v níž Alessandro probudí velkou lásku, má nakonec odvahu odejít se svou láskou do Itálie; v Bubnovi je probuzeno nadšení pro vědu a dílo, a při svém odpojení od mistra míří výš než jeho vzor sám. Proti Alessandrovi stojí také další osoba, kněz Třešť, který je ideologickou oporou hraběcí rodiny. Tito dva spolu vedou zápas, v němž Třešť neustále obviňuje, a dokonce i obžalovává Alessandra z rozvratu v rodině, na který ale nemá důkazy.
Učitel a žák (1927), Nemocná dívka (1928)hry vzniklé v době intenzivní spolupráce s avantgardním Osvobozeným divadlem.

## Filmografie

### Filmy s osobní spoluúčastí Vladislava Vančury
- Před maturitou (námět spolu s Juliem Schmittem, režie se Svatoplukem Innemannem, 1932)
- Na sluneční straně (námět a režie, 1933)
- Bursa práce (námět, scénář a režie, 1933)
- Marijka nevěrnice (režie, 1934)[19]
- Naši furianti (scénář s Václavem Kubáskem, režie, 1937)
- Láska a lidé (scénář a režie, obě s Václavem Kubáskem, 1937)

### Filmy na náměty děl Vladislava Vančury (posmrtně)
- Pekař Jan Marhoul (režie Jaromír Vašta, hlavní role Vladimír Hlavatý a Marie Vášová, 1953)
- Kubula a Kuba Kubikula (animovaný film, režie Jan Karpaš, 1955)
- Rozmarné léto (režie Jiří Menzel, 1967)
- Marketa Lazarová (režie František Vláčil, hlavní role Magda Vášáryová, 1967)
- Luk královny Dorotky (režie Jan Schmidt, 1970)
- Kubula a Kuba Kubikula v Vařečkách a Hrncích (animovaný film, režie Jan Karpaš, 1973)
- Chirurgie (režie Jiří Vanýsek, 1988)
- Konec starých časů (režie Jiří Menzel, hlavní role Josef Abrhám, 1989)
- Útěk do Budína (filmový sestřih TV seriálu, režie Miloslav Luther, 2002)

## Ukázky z děl

### Rozmarné léto
- Čas

„Kalendář more Gregoriano rudl prvou nedělí červnovou a zněly veliké zvony. Čas šel vpřed rychlým krokem jako tomu bývá vždy ve chvílích prázdně a o velkých svátcích. Blížila se hodina osmá, hodina, o níž se vypráví, že je to čenich smečky denního času a že vás vyslídí, stůj co stůj.“
- Stáří a poloha ústavu Antonína Důry

„V tuto chvíli zpěvem a rozmarnou hrou byl počat děj tohoto vypravování v plovoucím domě Důrově. Prám Antonínův, na němž jsou zbudovány lehké stavby plovárenské, jest upoután, kde se hřbet Orše poněkud čeří, větře písčinu zvící padesáti sáhů. V těchto místech břeh směrem k městu je pokryt vrbinami, končícími se před zahradami jirchářů a výrobců oplatek. Zarůstá příliš každého léta, zachovávaje vzhled ježatosti téměř neušlechtilé. Nikdo jich neštípí, a těm, kdo jdou k řece, nezbývá než maličko stezek, žel, úzkých. Na počátku cest je zaraženo po tyči zhruba omalované, jež, jako oslice sedlo, nese nápis: Říční lázně.“